# Pabla Bescós y Espiérrez
Pabla Bescós y Espiérrez (Panzano, 25 de enero de 1848 - Zaragoza, 20 de noviembre de 1929) fue una religiosa española, superiora general de la orden de las Hermanas de la Caridad de Santa Ana durante más de tres décadas. Es Sierva de Dios con proceso de beatificación abierto en la Iglesia Católica.

## Biografía
Nació en 1848 en Panzano, localidad entonces parte de los dominios del monasterio cisterciense de Casbas. Fue la séptima hija de los ocho descendientes de José Bescós Pascual y María Francisca Espiérrez Bescós. Pabla quiso en su juventud entrar en el monasterio de su localidad, si bien acabó uniéndose en 1869 a las Hermanas de la Caridad de Santa Ana, una orden fundada recientemente en Zaragoza con el objetivo de atender a enfermos.
Pabla estuvo así en el Hospicio de Zaragoza desde 1872, que dejó en 1878 para dirigir el nuevo Hospital Municipal de Alcañiz. El hospital se convirtió pronto en uno de los principales centros benéficos y sociales de la ciudad en el periodo. Durante su estancia en Alcañiz, Pabla Bescós también fundó en 1880 una escuela gratuita para niñas, que gozó de popularidad en la época. Autores modernos han llamado la atención a la diferencia clasista entre el programa educativo de esta escuela gratuita y el del colegio regular de que la orden tenía en la misma localidad para las clases más pudientes. Durante su dirección el hospital hubo de afrontar el brote de cólera de 1885, parte de la quinta pandemia global de cólera que tuvo grandes afecciones en Aragón ese año. Afrontó igualmente peleas políticas en Alcañiz, que apartaron temporalmente a la orden del hospital.
Regresó a Zaragoza en 1889, como maestra de novicias. En 1892 fue nombrada ecónoma de la orden. En 1893 consta una estancia en un hospital de Málaga atendiendo a heridos de la guerra de Melilla.
Fue elegida superiora general de la orden en 1894, que dirigió durante las décadas siguientes hasta su muerte. Promovió una reforma de la orden, logrando que esta pasara a ser de derecho pontificio en 1898 e independizándola de la Diputación Provincial de Zaragoza. Esta independencia permitió a la orden expandirse por España en los años siguientes, abriendo colegios y hospitales en localidades como Algemesí y Valencia, Monzón, Garrapinillos, Cantavieja, Alagón, Utiel Barbarín, Cariñena y Forcall, o Albalate del Arzobispo así como su primera sede internacional en Trujillo (Venezuela). Logró también la aprobación de unos nuevos estatutos en 1904 y erigiendo una nueva sede central en Zaragoza. En 1906 realizó un viaje a América para visitar la provincia venezolana de la orden.
Pabla Bescós tuvo un papel activo durante el Primer Centenario de los Sitios de Zaragoza, reivindicando la figura de María Rafols Bruna, fundadora de la orden y activa en la atención a los enfermos durante los sitios. Bescós contó para ello con el respaldo del sector conservador de Zaragoza, que hizo propia la figura frente a otras como Agustina de Aragón, de carácter más popular. Pabla Bescós fue igualmente promotora de la beatificación de Rafols. El posterior advenimiento de la dictadura de Primo de Rivera, supuso un respaldo a esta causa dentro del programa de su Unión Patriótica. Es en ese momento cuando la hermana Naya, sobrina de Pabla, descubrió supuestos papeles de Rafols que luego se probaron falsificaciones. Las falsificaciones, inicialmente un "fraude piadoso" de carácter religioso, se convertirían en los años siguientes en un punto de encuentro del sector conservador católico opuesto a la Segunda República.
Pabla Bescós falleció en 1929, con la orden que había dirigido superando el centenar de centros y los dos millares de religiosas. Su figura fue motivo de varias biografías. En el marco de la propaganda católica durante la Segunda República Española, se introdujeron entre los papeles falsificados atribuidos a Rafols referencias proféticas a Pabla para facilitar su posterior beatificación. En 1935 se publicó una biografía suya en Tarazona. En 1942 se inició el proceso de su beatificación, que en 1946 llegó a Roma, y llevó a su elevación a sierva de Dios en 1954. En 1959 fue publicada por la orden otra biografía suya en Zaragoza. En 2004 Nuria Gironella publicó otra biografía sobre la vida de Pabla.